# Rodrigo Millar
Rodrigo Javier Millar Carvajal (Arauco, 1981. november 3. –) chilei labdarúgó, a mexikói Atlas de Guadalajara középpályása.